# Vênus de Arles
A Vênus de Arles é uma escultura de Vênus de 1,94m de altura no Museu do Louvre. É em mármore do Himeto e data do final do século I a.C.
Pode ser uma cópia da Afrodite de Téspias de Praxiteles, encomendada pela cortesã Friné. No século II d.C., Pausânias mencionou a existência em Téspias na Beócia (Grécia central) de um grupo formado por Eros (Eros Téspio), Friné e Afrodite. O estilo praxiteliano pode ser detectado na semelhança da cabeça com a da Afrodite de Cnido, uma obra de Praxiteles conhecida por meio de cópias. Em uma tentativa de reconstruir sua carreira, a Afrodite de Téspias original seria uma obra de sua juventude na década de 360 a.C., e esta mulher parcialmente drapeada (frequentemente repetida na era helenística, como a Vênus de Milo) é um prelúdio de sua totalmente nua Afrodite Cnídia de c. 350 a.C.
A Vênus de Arles foi descoberta em várias peças no Teatro Romano de Arles. O programa escultórico em Arles foi executado na Itália, talvez por artesãos gregos. Vênus era o ancestral divino da gens Julia; Arles, que apoiou César quando Massília apoiou Pompeu, foi recompensada de várias maneiras. Uma estátua heroica seminua de Augusto foi a figura dominante no programa escultural do teatro de Arles.
A Vênus foi encontrada em 1651, por operários que cavavam um poço. A cabeça apareceu primeiro, a uma profundidade de quase dois metros, o que estimulou novas escavações. Mais tarde, depois de ter sido dada em 1681 a Luís XIV para decorar a Galerie des Glaces de Versalhes, outras escavações foram feitas na área da scenae frons do teatro, mas nenhum fragmento adicional foi encontrado. A estátua foi confiscada da coleção real na Revolução e está no Museu do Louvre desde seu início. Uma cópia está exposta no edifício municipal de Arles.
Em sua restauração da escultura, o escultor real François Girardon, para tornar a escultura mais definitivamente uma Vênus, acrescentou alguns atributos: a maçã na mão direita—conforme ganha no Julgamento de Paris—e o espelho à esquerda. A descoberta em 1911 de um molde feito da escultura que havia sido restaurado apenas o suficiente para remontá-la, antes de Girardon ser contratado para melhorá-la, demonstrou a extensão das restaurações transformadoras de Girardon, que incluiu o retoque das superfícies, tornando a figura mais delgada no processo. Que o resultado é tanto girardoniano como greco-romano, a escultura é guardada nas despensas do Louvre. A cabeça, embora suas bordas quebradas não se juntem diretamente ao torso, exceto por um ponto de contato, pertence ao corpo—um ponto importante, pois é a única escultura deste modelo particular que mantém sua cabeça, e a cabeça é praxiteliana, comparável à sua Afrodite de Cnido. O bracelete em seu braço esquerdo, no entanto, é original, um traço de identificação da deusa como visto na Afrodite de Cnido.
- A Vênus of Arles
- Superfície restaurada na figura praxiteliana por François Girardon
- Reconstruções destacadas em azul
- O Teatro, local do achado da estátua